# 普莱斯韦勒-奥伯霍芬
普莱斯韦勒-奥伯霍芬是德国莱茵兰-普法尔茨州的一个市镇。总面积5.05平方公里，总人口808人，其中男性393人，女性415人（2011年12月31日），人口密度160人/平方公里。